# Cal Xesc
Cal Xesc-Cal Xesch del Congost, és un mas del vilatge de Les Casetes del Congost, a Santa Eugènia del Congost, municipi de Tagamanent (Catalunya)

## Descripció
És una masia del segle xvii situada a Tramontana de Cal Músic. És esmentada en una obra cabdal per conèixer la toponímia de Tagamanent.

## Llibre d'Enric Garcia-Pey, Tagamanent, noms de cases i de lloc, Ajuntament de Tagamanent, any 1998
Última de les cases del veïnat de les Casetes del Congost, sobre el torrent homònim. S'ha reconstruït. En una llinda es llegeix la data 1782. Veiem com en la documentació del segle passat s'anomena Xesc del Congost i també cal Xec.
..."Simón Vila. Una casa possehida per dit duenyo anomenada Cal Xesch ab son hort de cinch cortans terra segona qualitat ab oliveras. Afronta a lleban i mitg dia ab lo Torrent de Santa Eugènia, i a ponen i Tremontana ab Cal Músich del Congost" (APE, ll. RT, núm. 59).